# Katechismus
Katechismus (z latinského catechismus, < řec. κατεχισμός katechismos < κατέχειν katechein pevně držet, vyučovat, instruovat), česky též věrouka, označuje souhrn křesťanské nauky, výklad hlavních složek křesťanského učení. V přeneseném smyslu se pojmu katechismus používá pro jakýkoliv ucelený souhrn informací zásadního významu, který slouží jako stěžejní směrnice nebo učební materiál při nějaké opakované či dlouhodobé činnosti, jejichž znalost a dodržování se vyžaduje (např. katechismus slušného chování či katechismus ochrany památek). Pro katechismus v jeho klasické formě je typické členění do článků se strukturou „otázka-odpověď“ uzpůsobenou metodě učení probrané látky – memorování. Každý článek obsahuje výklad, případně definice pojmů.
V původním významu znamenal katechismus ústní výuku dospělých a dětí, tzv. katechumenů, kteří se připravovali na křest. Postupně se slovo začalo používat jako název knihy obsahující výklad základních článků křesťanské víry. Název katechismus používají různé církve s odlišnými věroukami, proto mají jejich katechismy další upřesňující slova v oficiálním názvu jako Katechismus katolické církve, Pravoslavný katechismus atp.
Různá vydání katechismů během historie v detailech odrážejí vývoj výkladu věrouky a změnu náhledu na některé otázky. Hlavní články křesťanské víry, tvořící základ náplně katechismu, však zůstávají stejné.
Mezi nejznámější katechismy patří:
- Velký a Malý katechismus Martina Luthera (1530)
- Ženevský katechismus Jana Kalvína (1541)
- Římský katechismus (sepsaný na popud Tridentského koncilu na konci 16. století)
- Pravoslavný katechismus
- tzv. Holandský katechismus (1967) (ovlivněn 2. Vatikánským koncilem, podle posudku[1] kardinálské komise jmenované Svatým stolcem chybně nebo nejasně popisuje řadu podstatných témat katolického nauky)
- tzv. Belgický katechismus (vyšel v češtině pod názvem Dar víry)
- tzv. Tomáškův katechismus poprvé vydaný v 50. letech jako Katechismus katolického náboženství
- Katechismus katolické církve (1992)
- Youcat - výběr základních témat z Katechismu katolické církve, určený pro mládež (2011)
- Heidelberský katechismus (1563)